# Triple saut masculin aux Jeux olympiques d'été de 1948
Navigation
Berlin 1936 Helsinki 1952
L'épreuve du triple saut masculin aux Jeux olympiques de 1948 s'est déroulée le 3 août 1948 au Stade de Wembley de Londres, au Royaume-Uni.  Elle est remportée par le Suédois Arne Åhman.

## Résultats

### Finale
| Rang               | Athlète             | Pays         | Essais | Essais | Essais | Essais | Essais | Essais | Marque | Note |
| Rang               | Athlète             | Pays         | 1      | 2      | 3      | 4      | 5      | 6      | Marque | Note |
| ------------------ | ------------------- | ------------ | ------ | ------ | ------ | ------ | ------ | ------ | ------ | ---- |
| Médaille d'or      | Arne Åhman          | Suède        | 15.40  | 14.68  | 14.89  | 14.58  | x      | x      | 15.40  |      |
| Médaille d'argent  | George Avery        | Australie    | 15.36  | x      | 14.67  | 14.32  | 14.78  | -      | 15.36  |      |
| Médaille de bronze | Ruhi Sarıalp        | Turquie      | 14.23  | 15.02  | 14.91  | 15.02  | x      | -      | 15.02  |      |
| 4                  | Preben Larsen       | Danemark     |        |        |        |        |        |        | 14.83  |      |
| 5                  | Geraldo de Oliveira | Brésil       |        |        |        |        |        |        | 14.82  |      |
| 6                  | Valle Rautio        | Finlande     |        |        |        |        |        |        | 14.70  |      |
| 7                  | Les McKeand         | Australie    |        |        |        |        |        |        | 14.53  |      |
| 8                  | Adhemar da Silva    | Brésil       |        |        |        |        |        |        | 14.49  |      |
| 9                  | Åke Hallgren        | Suède        |        |        |        |        |        |        | 14.48  |      |
| 10                 | Bill Albans         | États-Unis   |        |        |        |        |        |        | 14.33  |      |
| 11                 | Hélio da Silva      | Brésil       |        |        |        |        |        |        | 14.31  |      |
| 12                 | Kim Won-Gwon        | Corée du Sud |        |        |        |        |        |        | 14.25  |      |
| 13                 | Lennart Moberg      | Suède        |        |        |        |        |        |        | 14.21  |      |
|                    | Henry Rebello       | Inde         |        |        |        |        |        |        |        | NM   |